# Urbano Santos Palicio
Urbano Santos (Gijón, 5 de febrer de 1975) és un exfutbolista asturià, que jugà de defensa.

## Trajectòria esportiva
Format al planter de l'Sporting de Gijón, va debutar amb el primer equip en un partit de la lliga 96/97. Després d'una cessió al CD Badajoz, va consolidar-se amb l'Sporting a partir de la temporada 98/99, amb els gijonesos a la Segona Divisió. Tot i així, no va aconseguir una plaça fixa en l'Sporting, disputant dos temporades irregulars.
El 2000 recala al Rayo Vallecano, a la màxima categoria, però tan sols disputa set partits de la temporada 00/01. A l'any següent marxa al Polideportivo Ejido, de Segona, on assoleix un lloc a l'onze inicial, convertint-se en jugador clau dels andalusos en aquesta etapa.
L'estiu del 2005 fitxa per l'Hèrcules CF. Al conjunt herculà combina una acceptable primera temporada amb una segona més discreta. El 2007 s'incorporà al planter de l'altre equip de la ciutat, l'Alacant CF, amb qui va pujar a la categoria d'argent.